# ブスにならない哲学
| 専門評論家によるレビュー | 専門評論家によるレビュー |
| レビュー・スコア         | レビュー・スコア         |
| 出典                     | 評価                     |
| ------------------------ | ------------------------ |
| hotexpress（平賀哲雄）   | 肯定的                   |

「ブスにならない哲学」（ブスにならないてつがく）は、2011年11月16日にアップフロントワークス（zetimaレーベル）から発売されたハロー!プロジェクト モベキマスのシングル。
また、モーニング娘。、Berryz工房、℃-ute、真野恵里菜、スマイレージのコラボレーションシングル。

## 概要
- CDの販売形態は初回生産限定盤がAからFまで6種と通常盤の全7種。初回生産限定盤Aは「ブスにならない哲学」のミュージック・ビデオが収録されたDVD付き。他の形態はCDのみ。
- 2011年9月1日にユニットの結成とシングルのリリースが発表された。発表時点のハロー!プロジェクトのメンバー（正式メンバーに昇格する前のスマイレージサブメンバーを含む。9月30日卒業の高橋愛を除く）がミュージック・ビデオ撮影に参加しており（撮影終了済み）[3]、総勢29名と告知した[4]。その後、レコーディング人数は小数賀芙由香のスマイレージサブメンバー離脱に伴い総勢28名[5]、テレビ出演ではモーニング娘。10期メンバー4名の参加に伴い総勢32名と紹介している。

## 収録曲
全作詞・作曲：つんく

### 初回生産限定盤A・通常盤
1. ブスにならない哲学
編曲：平田祥一郎
2. もしも…
歌：譜久村聖、嗣永桃子、中島早貴、真野恵里菜、和田彩花[5]
編曲：高橋諭一
3. ブスにならない哲学（Instrumental）

### 初回生産限定盤B
1. ブスにならない哲学
2. かっちょ良い歌 / ハロー!プロジェクト モベキマス featuring モーニング娘。
編曲：朝井泰生
3. ブスにならない哲学（Instrumental）

### 初回生産限定盤C
1. ブスにならない哲学
2. かっちょ良い歌 / ハロー!プロジェクト モベキマス featuring Berryz工房
3. ブスにならない哲学（Instrumental）

### 初回生産限定盤D
1. ブスにならない哲学
2. かっちょ良い歌 / ハロー!プロジェクト モベキマス featuring ℃-ute
3. ブスにならない哲学（Instrumental）

### 初回生産限定盤E
1. ブスにならない哲学
2. かっちょ良い歌 / ハロー!プロジェクト モベキマス featuring 真野恵里菜
3. ブスにならない哲学（Instrumental）

### 初回生産限定盤F
1. ブスにならない哲学
2. かっちょ良い歌 / ハロー!プロジェクト モベキマス featuring スマイレージ
3. ブスにならない哲学（Instrumental）

## 収録アルバム
ブスにならない哲学
- プッチベスト12

もしも…
- 嗣永桃子アイドル15周年記念アルバム♡ありがとう おとももち♡
- プッチベスト20 2020

## 参加ミュージシャン
ブスにならない哲学
- プログラミング：平田祥一郎
- コーラス：竹内浩明
- ボイス：U.M.E.D.Y.

もしも…
- プログラミング&ギター&コーラス：高橋諭一
- コーラス：竹内浩明

かっちょ良い歌
- プログラミング&ギター：朝井泰生
- ベース：村井研次郎
- ドラム：JOE
- ハモンドオルガン：山尾正人
- コーラス：SuN-Box・岡井千聖

## キャンペーン

### インターネット
- ハロー!プロジェクト モベキマスYouTube公式チャンネルを2011年9月20日に開設した。以下の動画を公開している。
  - 2011年9月26日: 「ブスにならない哲学」ミュージックビデオ撮影メイキング
  - 2011年10月4日: 後述のUstream番組の告知、「ブスにならない哲学」30秒スポットCM
  - 2011年10月13日: 「ブスにならない哲学」ミュージックビデオ
  - 後述のUstream番組のアーカイブ配信
- Ustream番組「道重さゆみの『モベキマスってなに??』」（毎週木曜日 22:00〜23:00前後 全8回配信）を2011年10月6日から11月24日まで配信された。MCの道重さゆみのもとでモベキマスのメンバーをゲストに迎えてメンバーの紹介や告知などを行った。

### アプリケーション
- ドワンゴが提供する天気と美人を組み合わせた天気サービス「美人天気」に11月1日から30日までの間、「ハロー!プロジェクト モベキマス」が登場する。提供媒体はiOS[6]、Android[7]、携帯電話サイト[8]。
- GREEが提供するアプリケーション「告白週間」のスペシャルバージョン「モベキマス告白週間byハロー!プロジェクト」を提供。11月15日にAndroidで提供開始[9]。iOSでも提供予定[10]。

### イベント
- 2011年10月29日に全国5ヶ所（札幌[11]、東京[12]、東海[13]、関西[14]、福岡[15]）にメンバーが分かれて予約&握手会イベントを開催した。
- 2011年11月12日に東京で2ヶ所[16][17]、仙台[18]で予約&握手会イベントを開催した。

### ハロー!プロジェクト☆フェスティバル2011
- 2011年11月23日に、よみうりランドオープンシアターEASTにて発売記念イベント「ハロー!プロジェクト☆フェスティバル2011」を開催。10月6日に概要が[19]、11月15日に詳細[20]が発表された。全ての種類の初回生産限定盤、通常盤にイベント参加券が封入され、イベント終了後に5組のグループに分かれて握手会を行った。
- カジュアルディナーショーの為に欠席した清水佐紀を除いた31人がイベントに参加。療養中の光井愛佳はパフォーマンスと握手会には参加せず、イベントのMCで歩けるようになるまでに回復したことを報告した。1万人を動員[21]。
- イベントの模様はニコニコ生放送で生中継された[22]。【ハロー!プロジェクト☆フェスティバル2011】生放送!!
- イベント終了後の握手会では想定以上の時間を要し、CDに封入されたイベント&握手会参加券から交換された握手券を所持していたにもかかわらず握手出来なかった人のために後日開催される振り替えイベントにて対応すると11月24日に発表した。交換された握手券のみ対象であり、CDに封入されているイベント&握手会参加券は対象外となる[23]。

## もしも…(稲場愛香のカヴァー)
「もしも…」は、日本の女性アイドルグループ「Juice=Juice」のメンバー・稲場愛香のデジタル・ダウンロード・シングル。2022年5月31日にアップフロントワークスから配信された。

### 解説
2022年5月30日をもってJuice=Juice及びハロー!プロジェクトを卒業した稲場愛香が卒業公演で歌唱した「もしも…」を31日0時より配信開始。

### シングル収録曲
| #         | タイトル    | 作詞      | 作曲      | 編曲      | 時間 |
| --------- | ----------- | --------- | --------- | --------- | ---- |
| 1.        | 「もしも…」 | つんく    | つんく    | 高橋諭一  | 5:03 |
| 合計時間: | 合計時間:   | 合計時間: | 合計時間: | 合計時間: | 5:03 |

## かっちょ良い歌(山岸理子のカヴァー)
日本の女性アイドルグループ「つばきファクトリー」のメンバー・山岸理子による「かっちょ良い歌」（かっちょいいうた）は、2023年11月7日にアップフロントワークスからデジタル・ダウンロード・シングルとして配信開始。

### 解説
2023年11月6日をもってつばきファクトリー及びハロー!プロジェクトを卒業した山岸理子が卒業公演で歌唱した「かっちょ良い歌」を7日0時より配信開始。

### シングル収録曲
| #         | タイトル           | 作詞      | 作曲      | 編曲      | 時間 |
| --------- | ------------------ | --------- | --------- | --------- | ---- |
| 1.        | 「かっちょ良い歌」 | つんく    | つんく    | 朝井泰生  | 4:14 |
| 合計時間: | 合計時間:          | 合計時間: | 合計時間: | 合計時間: | 4:14 |